# Case patrimoniale de Bangoua
La case patrimoniale de Bangoua, aussi appelée musée de Bangoua, fondée en 2011 sous l'initiative du Roi Tchatchouang, est musée camerounais. Il se situe a Bangoua dans la région de l'Ouest Cameroun, dans le département du Ndé. Sa thématique se focalise sur le concept Art , Chasse et Tradition. Celle-ci célèbre la mémoire du roi Leukemegneu, chasseur et bâtisseur du peuple Bangoua . 

## Histoire
La case patrimoniale de Bangoua est un musée ouvert sous le thème: art,chasse et tradition. La case patrimoniale est un concept propre au programme Route des chefferies.
Situé dans la région de l’Ouest Cameroun, plus précisément dans le département du Ndé, le musée de Bangoua est un élément du programme Route des chefferies, un projet de développement culturel et touristique visant à valoriser le patrimoine des chefferies traditionnelles du Cameroun. Leukemegne, ancêtre et bâtisseur du royaume Bangoua était un grand chasseur. Son inauguration a lieu le 5 novembre 2011. Il célèbre le roi Leukemegneu, un chasseur et bâtisseur respecté du peuple Bangoua. La thématique principale du musée repose sur l’art, la chasse et les traditions, reflétant ainsi les aspects essentiels de la culture et de l’histoire de la communauté Bangoua.
Il s'agit aussi d'un lieu de mémoire et de transmission de la culture et des traditions du peuple Bangoua. En mettant en valeur l’art, la chasse et les traditions, ce musée joue un rôle dans la préservation et la promotion du patrimoine culturel de la région de l’Ouest Cameroun. Il offre aux visiteurs une occasion de découvrir et d’apprécier la richesse et la diversité de la culture Bangoua, tout en contribuant au développement touristique et économique de la région.

## Mission
Situé au sein des chefferies Grassfields, la case patrimoniale de Bangoua comme toutes les autres cases patrimoniales est un musée communautaire. Elle a pour thématique "Art, chasses et tradition". Cette institution patrimoniale joue un rôle pédagogique de transmission et de valorisation des croyances ancestrale.

## Architecture et organisation de l'espace

### Architecture
Le bâtiment est principalement construit en briquettes de terres pressées.  Juste avant l'entrée du musée, se trouve l'arbre aux panthères. L'entrée est marquée par un portail surmonté de neuf toits coniques. Devant le musée, on trouve deux pierres mystiques appelés "Loh Nkak" qui grandissent grâce à une alchimie secrète; ces pierres sont entourées d'une herbe sacrée et un espace réservé à une seule personne. On y trouve un arbre symbolique rappelant les actes de bravoure et les traditions de la communauté. Ces éléments architecturaux incarnent la richesse culturelle et spirituelle de Bangoua.

## Collections
Soutenu par le programme Route Des Chefferies (RDC), la case patrimoniale de Bangoua a une collection de plus de 800 objets.

## Expositions

### Permanentes
Elle présente deux grandes expositions. La première exposition se consacre à la présentation de la chefferie, de son histoire et de ses traditions. Cette section offre un aperçu détaillé de l’organisation sociale et politique de la chefferie Bangoua, ainsi que des coutumes et rituels qui rythment la vie de ses habitants. On y découvre également des objets d’art et des artefacts historiques qui témoignent de la richesse culturelle de la région. La deuxième exposition porte sur la chasse, ses principes , au Cameroun et jusqu'au Mali. La chasse est une activité qui a joué un rôle central dans la vie des Bangoua. Cette section explore les techniques de chasse traditionnelles, les types de gibier chassé et l’importance de la chasse dans la culture locale. On y trouve des outils de chasse, des trophées et des récits de chasse qui illustrent l’habileté et le courage des chasseurs Bangoua.
En 2022, la chefferie de Bangoua prête plusieurs objets pour une exposition itinérante intitulée "Sur la route des chefferies du Cameroun". Cette exposition fait découvrir au public national et international la richesse du patrimoine culturel des chefferies camerounaises. Les objets prêtés retournent à la fin de l’exposition et retrouvent leur place dans la case patrimoniale.

### Temporaires
Outre les expositions permanentes, elle organise régulièrement des événements et des activités pour promouvoir la culture locale. Parmi ces activités, on peut citer des randonnées dans le village de Bangoua, où les visiteurs peuvent découvrir des plantes médicinales et des secrets de la nature. 

### Evenements
Bien après le parcours des expositions , on observe à la fin une randonnée dans le village Bangoua où l'on présente des herbes renferment des secrets. À quelque 3 kilomètres se tient la fabrication du beurre de karité fait par les femmes Fapveu.

## Boutique artisanale
La case patrimoniale de Bangoua dispose également d’une boutique artisanale où sont vendus des produits locaux, notamment des objets d’artisanat et des œuvres d’art. Cette boutique permet aux visiteurs de repartir avec un souvenir de leur visite et de soutenir l’économie locale. À quelques kilomètres du musée, les visiteurs peuvent également assister à la fabrication artisanale du beurre de karité par les femmes de la communauté. 